# Au bout de mes rêves
Pour le film, voir Au bout de mes rêves (film).
Singles de Jean-Jacques Goldman
Comme toi
(1983) Envole-moi
(1984)
Pistes de Jean-Jacques Goldman (Minoritaire)
Piste n°1 sur l'album Comme toi
Au bout de mes rêves est une chanson de Jean-Jacques Goldman. Parue sur l'album Jean-Jacques Goldman (Minoritaire) en 1982, elle sort en 1983 en single, comme troisième et dernier extrait.
Le 45 tours s'est écoulé à 300 000 copies.
Il sait l'exercice difficile mais Jean-Jacques Goldman veut composer des chansons françaises qui font danser sur des paroles qui ont du sens, un objectif repris plus tard avec l'album Chansons pour les pieds (2001).

## Reprises
Le single est repris une première fois en 1999 sur l'album Couleurs & parfums de Carole Fredericks. Elle est accompagnée par Yvonne Jones en featuring. En 2000, Les Enfoirés chantent le titre sur leur album Enfoirés en 2000 enregistré le 24 janvier 2000 au Zénith de Paris.
Le single est ensuite repris en 2001 sur l'album Seul... avec vous de Garou[réf. nécessaire]. En 2004, Au bout de mes rêves est repris par la Nouvelle Star, avec Amel Bent, Steve Estatof et Julien Laurence. Cette reprise se classe no 22 en France, no 45 en Suisse et no 4 (Tip) en Belgique. Elle est intégrée sur L'album des finalistes la même année.
La chanson est gravée en 2012 sur l'album Génération Goldman, avec une interprétation d'Emmanuel Moire et Amandine Bourgeois. Elle sort en single et se classe à la 143e position des ventes en France. En 2013, les New Poppys chantent le titre sur leur album Chanter pour rêver.
En 2018, la chanson est gravée sur l'album 4 - Nouvelle génération: Au bout de nos rêves des Kids United. Au bout de mes rêves est repris en 2023 sur l'album L'album de la promo 2023 de Star Academy.

## Classement
| Classement (1983)             | Meilleure place |
| ----------------------------- | --------------- |
| France (IFOP)                 | 10              |
| Québec (Palmarès Francophone) | 8               |